# Sphex subhyalinus
Sphex subhyalinus là một loài côn trùng cánh màng trong họ Sphecidae, thuộc chi Sphex. Loài này được W. Fox miêu tả khoa học đầu tiên năm 1899.